# Brevipalpus frankenia
Brevipalpus frankenia är en spindeldjursart som beskrevs av Baker, Tuttle och Abbatiello 1975. Brevipalpus frankenia ingår i släktet Brevipalpus och familjen Tenuipalpidae. Inga underarter finns listade.